# 康威城堡
康威城堡位於威爾斯的康威自治市。1283年，愛德華一世正進攻威爾斯，故提出了修建康威城堡的構思，該城堡最終於1287年完成，共動用了1500名人力。康威城堡被設計成一個用作防禦的城堡，因此城堡內部互不相通，所以房間的門都以鐵橋連接到地面，房間與房間之間不能互相進入，以收加強防禦之效。
康威城堡1986年成為世界遺產圭內斯郡愛德華國王的城堡和城牆的一部份。